# Roger Coorens
Roger Karel Gustaaf Coorens (Brugge, 23 september 1921 - Cazals, 3 februari 1984) was een Vlaams acteur.

## Biografie
Coorens studeerde in 1949 af aan de Studio Herman Teirlinck samen met andere pioniers als Tone Brulin, Jef Burm, Ward De Ravet en Dora van der Groen.
Hij speelde in tientallen televisiefilms en enkele televisieseries, veelal Vlaamse televisieseries zoals Jan zonder vrees waarin hij de hoofdrol vertolkte en kinderseries zoals Het zwaard van Ardoewaan. Hij had ook een rol in de Nederlandse televisieserie Boerin in Frankrijk.
In De Filosoof van 't Sashuis, een film van Maurits Balfoort uit 1963 naar de gelijknamige roman van Maurits Sabbe uit 1907 speelde hij aan de zijde van Rita Lommée en Luc Philips. Zijn laatste televisiefilm was De prijs uit 1979 met naast Coorens eveneens Denise De Weerdt en Robert Marcel.
Coorens was gehuwd met de hertrouwde moeder van Koen Aurousseau.

## Filmografie
- 1956: Jan zonder vrees (televisieserie)
- 1957: De reis om de wereld in 80 dagen (televisieserie)
- 1959: Ik doodde de graaf
- 1962: De ordonnans
- 1963: De filosoof van 't Sashuis
- 1965: Het gevaar
- 1970: Op straffe des doods
- 1970: De fysici
- 1972: Het zwaard van Ardoewaan
- 1973: Boerin in Frankrijk
- 1976: Dood van een non
- 1979: De prijs